# Georges Capdeville
Georges Capdeville (Bordeaux, 1899. október 30. – 1991. február 24.) francia nemzetközi  labdarúgó-játékvezető.

## Pályafutása

### Labdarúgóként
Szülővárosának csapatában, az SA Bordelaisban játszott, majd a Targon Romagneban futballozott, kevés sikert mondhat magának, pedig közel két évtizedig űzte a labdát.

### Nemzeti játékvezetés
1928-ban, viszonylag későn vizsgázott. 1932-ben lett az I. Liga játékvezetője. A nemzeti játékvezetéstől 1945-ben vonult vissza. Játékvezetői hitvallása: A játékvezetéshez óriási szerencse szükséges.[forrás?]

#### Nemzeti kupamérkőzések
Vezetett kupadöntők száma: 3.

##### Francia labdarúgókupa
Nemzeti játékvezetői pályafutásának eredményességét bizonyítja, hogy közel egy évtizeden keresztül kiegyensúlyozott teljesítményt nyújtott. Szakmai munkájának elismeréseként több alkalommal megbízták a döntő koordinálásával. Az 1936-os összecsapás volt az utolsó kupadöntő a profi bajnokság bevezetése előtt. Két nappal a második világháború befejeztése előtt, búcsúmérkőzésként vezethette a 3. nemzeti kupadöntőt.
| Időpont           | Helyszín                 | Mérkőzés típusa | Mérkőzés                               | Eredmény |
| ----------------- | ------------------------ | --------------- | -------------------------------------- | -------- |
| 1936. május 3.    | Colombes stadion, Párizs | döntő           | RC Paris–OFC Charleville (II. osztály) | 1 : 0    |
| 1942. április 12. | Colombes stadion, Párizs | döntő           | Red Star–FC Séte                       | 1 : 0    |
| 1945. május 6.    | Colombes stadion, Párizs | döntő           | RC Paris–Lille OSC                     | 3 : 0    |

#### Nemzetközi játékvezetés
A Francia labdarúgó-szövetség Játékvezető Bizottsága (JB) terjesztette fel nemzetközi játékvezetőnek, a Nemzetközi Labdarúgó-szövetség (FIFA) 1938-tól tartotta nyilván bírói keretében.A FIFA JB központi nyelvei közül a franciát beszéli. Több nemzetek közötti válogatott és klubmérkőzést vezetett, vagy működő társának partbíróként segített. A francia nemzetközi játékvezetők rangsorában, a világbajnokság-Európa-bajnokság sorrendjében többedmagával a 22. helyet foglalja el 3 találkozó szolgálatával. A nemzetközi játékvezetéstől 1945-ben vonult vissza. Válogatott mérkőzéseinek száma: 9.

#### Labdarúgó-világbajnokság
A világbajnoki döntőhöz vezető úton Franciaországba a III., az 1938-as labdarúgó-világbajnokságra a FIFA JB bíróként alkalmazta. A megismételt világbajnoki negyeddöntőt, a Brazília–Csehszlovákia (2:1) találkozót igen jól vezette. A FIFA JB elvárásának megfelelően, ha nem vezetett, akkor valamelyik működő társának segített partbíróként. Egy csoportmérkőzésen volt a játékvezető partbírója. A döntő találkozó vezetésére John Langenus jelölték. Az olaszok megóvták a küldést - akkor, még volt lehetősége mindegyik csapatnak a játékvezetői küldés ellen tiltakozni. Az olaszok már akkor nagy sportdiplomáciai erővel bírtak. Egy másik íratlan szabályra hivatkoztak, hogy: mivel a hazai csapat nem jutott döntőbe, így a rendező ország jelen lévő legjobb játékvezetője legyen a döntőbíró. Így történt, hogy Capdeville kaphatta a döntő vezetését. A világbajnokságot követően a magyar csapat vezetői pártossággal vádolták, pedig a Nemzeti Sport kritikája szerint pártatlanul, jó szemmel vezette a játékot. Nem rajta múlott a vereség. A harmadik világbajnokság döntőjét 3. európaiként, első franciaként vezethette. Világbajnokságon vezetett mérkőzéseinek száma: 2 + 1 (partbíró).

##### 1938-as labdarúgó-világbajnokság

###### Selejtező mérkőzés
| Időpont           | Helyszín                      | Mérkőzés típusa           | Mérkőzés          | Eredmény | Nézők száma |
| ----------------- | ----------------------------- | ------------------------- | ----------------- | -------- | ----------- |
| 1938. március 13. | Municipal Stadion, Luxembourg | előselejtező (9. csoport) | Luxemburg–Belgium | 2 : 3    | 12 000      |

###### Világbajnoki mérkőzés
| Időpont          | Helyszín                          | Mérkőzés típusa         | Mérkőzés                 | Eredmény | Nézők száma |
| ---------------- | --------------------------------- | ----------------------- | ------------------------ | -------- | ----------- |
| 1938. június 14. | Parc de Lescure Stadion, Bordeaux | megismételt negyeddöntő | Brazília–Csehszlovákia   | 2 : 1    | 20 000      |
| 1938. június 19. | Colombes Stadion, Párizs          | VB döntő                | Olaszország–Magyarország | 4 : 2    | 60 000      |

#### A magyar labdarúgó-válogatott mérkőzései (1902–1929)
Élete első nemzetközi válogatott mérkőzését Magyarországnak vezette,
| Időpont         | Helyszín                  | Mérkőzés típusa | Mérkőzés                | Eredmény | Nézők száma |
| --------------- | ------------------------- | --------------- | ----------------------- | -------- | ----------- |
| 1938. január 9. | Városi Stadion, Lisszabon | felkészülési    | Portugália–Magyarország | 4 : 0    | 10 000      |

## Sportvezetőként
1975-ben ő alapította Soulacban az első francia futballiskolát. Nyolcvannégy éves koráig a Délnyugati Labdarúgó Liga elnöke volt.